# Atletika na Letních olympijských hrách 2016 – hod diskem ženy
 Hod diskem žen na Letních olympijských hrách 2016 se uskutečnil od 15. do 16. srpna na Olympijském stadionu v Riu de Janeiru.

## Rekordy
Před startem soutěže byly platné rekordy následující:
| Světový rekord           | Gabriele Reinschová (GDR) | 76,80 m | Neubrandenburg, NDR | 9. červenec 1988 |
| Olympijský rekord        | Martina Hellmannová (GDR) | 72,30 m | Soul, Jižní Korea   | 29. září 1988    |
| Nejlepší výkon roku 2016 | Sandra Perkovićová (CRO)  | 70,88 m | Šanghaj, Čína       | 14. květen 2016  |

## Kalendář
Pozn. Všechny časy jsou v brazilském čase (UTC-3).
| Datum                  | Čas   | Kolo        |
| ---------------------- | ----- | ----------- |
| Pondělí 15. srpna 2016 | 20:30 | Kvalifikace |
| Úterý 16. srpna 2016   | 11:20 | Finále      |

## Výsledky
- Q Přímý postup po splnění kvalifikačního limitu
- q Dodatečný postup pro doplnění počtu účastnic finále na 12
- DNS Nestartovala
- DNF Nedokončila
- DSQ Diskvalifikována
- NM Žádný platný pokus
- x Neplatný pokus (přešlap)
- PB osobní rekord
- SB nejlepší výkon sezóny
- NR národní rekord
- CR kontinentální rekord
- OR olympijský rekord
- WR světový rekord

### Kvalifikace
V kvalifikaci měla každá z diskařek možnost tří pokusů, ze kterých se počítal nejlepší. Do finále postoupily přímo diskařky, které hodily alespoň 62,00 metrů (Q). Dodatečně postoupily čtyři diskařky s nejlepším výkonem (q), které limit nesplnily, aby byl počet účastnic finále doplněn na 12.
| Poř. | Skupina | Diskařka                   | Země                   | #1    | #2    | #3    | Výsledek | Pozn. |
| ---- | ------- | -------------------------- | ---------------------- | ----- | ----- | ----- | -------- | ----- |
| 1    | B       | Yaime Pérezová             | Kuba                   | 65,38 |       |       | 65,38    | Q     |
| 2    | B       | Su Xinyue                  | Čína                   | 65,14 |       |       | 65,14    | Q     |
| 3    | A       | Sandra Perkovićová         | Chorvatsko             | x     | x     | 64,81 | 64,81    | Q     |
| 4    | A       | Dani Samuelsová            | Austrálie              | x     | 59,42 | 64,46 | 64,46    | Q     |
| 5    | B       | Nadine Müllerová           | Německo                | 63,67 |       |       | 63,67    | Q     |
| 6    | A       | Denia Caballerová          | Kuba                   | x     | x     | 62,94 | 62,94    | Q     |
| 7    | B       | Mélina Robertová-Michonová | Francie                | 62,59 |       |       | 62,59    | Q     |
| 8    | A       | Feng Bin                   | Čína                   | 55,97 | 62,01 |       | 62,01    | Q     |
| 9    | B       | Julia Fisherová            | Německo                | 61,83 | x     | 60,69 | 61,83    | q     |
| 10   | A       | Chen Yang                  | Čína                   | x     | x     | 61,44 | 61,44    | q     |
| 11   | A       | Zinaida Sendriute          | Litva                  | x     | x     | 60,79 | 60,79    | q, SB |
| 12   | A       | Shanice Craftová           | Německo                | 60,23 | x     | x     | 60,23    | q     |
| 13   | A       | Pauline Pousse             | Francie                | x     | x     | 58,98 | 58,98    |       |
| 14   | A       | Chinwe Okoro               | Nigérie                | 57,34 | 58,85 | 58,53 | 58,85    |       |
| 15   | B       | Natalia Semenova           | Ukrajina               | x     | 58,41 | x     | 58,41    |       |
| 16   | B       | Tarasue Barnettová         | Jamajka                | x     | 54,36 | 58,09 | 58,09    |       |
| 17   | A       | Żaneta Glancová            | Polsko                 | 55,27 | 56,09 | 57,88 | 57,88    |       |
| 18   | B       | Karen Gallardová           | Chile                  | 57,81 | 55,98 | 55,20 | 57,81    |       |
| 19   | A       | Dragana Tomaševićová       | Srbsko                 | 55,87 | 57,67 | x     | 57,67    |       |
| 20   | B       | Seema Antilová             | Indie                  | 57,58 | x     | 56,78 | 57,58    |       |
| 21   | B       | Andressa de Moraisová      | Brazílie               | 57,38 | x     | x     | 57,38    |       |
| 22   | A       | Shadae Lawrenceová         | Jamajka                | 57,09 | x     | x     | 57,09    |       |
| 23   | B       | Sabina Asenjo              | Španělsko              | 56,94 | 56,22 | x     | 56,94    |       |
| 24   | B       | Subenrat Insaengová        | Thajsko                | 56,64 | x     | 54,74 | 56,64    |       |
| 25   | B       | Kelsey Cardová             | Spojené státy americké | x     | 51,16 | 56,41 | 56,41    |       |
| 26   | A       | Hrisoula Anagnostopoulou   | Řecko                  | x     | 54,84 | 53,19 | 54,84    |       |
| 27   | B       | Rocío Comba                | Argentina              | x     | 54,44 | x     | 54,44    |       |
| 28   | B       | Jade Lally                 | Velká Británie         | 51,60 | 53,99 | 54,06 | 54,06    |       |
| 29   | B       | Shelbi Vaughanová          | Spojené státy americké | x     | 53,33 | 46,71 | 53,33    |       |
| 30   | A       | Natalia Stratulatová       | Moldavsko              | x     | 53,27 | 48,80 | 53,27    |       |
| 31   | A       | Fernanda Martinsová        | Brazílie               | 50,19 | 51,85 | x     | 51,85    |       |
| 32   | A       | Mariya Telushkina          | Kazachstán             | x     | 43,70 | 45,33 | 45,33    |       |
| —    | A       | Whitney Ashleyová          | Spojené státy americké | x     | x     | x     | NM       |       |
| —    | B       | Kellion Knibbová           | Jamajka                | x     | x     | x     | NM       |       |

### Finále
Dvanáctka finalistek měla k dispozici tři pokusy, ze kterých se počítal nejlepší. Osmička nejlepších pak měla k dispozici další tři pokusy. Nejlepší výsledek se počítal ze všech šesti pokusů.
Obhájkyně zlaté medaile z LOH 2012 v Londýně a držitelka nejlepšího světového výkonu roku 2016 Sandra Perkovićová předvedla během celého finále pouze jediný platný pokus, ten jí však s velkou rezervou (druhá závodnice v pořadí ztratila více než 2 metry) stačil na vítězství.
| Poř.             | Diskařka                   | Země       | #1    | #2    | #3    | #4           | #5           | #6           | Výsledek | Pozn. |
| ---------------- | -------------------------- | ---------- | ----- | ----- | ----- | ------------ | ------------ | ------------ | -------- | ----- |
| Zlatá medaile    | Sandra Perkovićová         | Chorvatsko | x     | x     | 69,21 | x            | x            | x            | 69,21    |       |
| Stříbrná medaile | Mélina Robertová-Michonová | Francie    | 65,52 | 64,83 | 65,08 | x            | 66,73        | x            | 66,73    | NR    |
| Bronzová medaile | Denia Caballerová          | Kuba       | 61,80 | x     | 65,34 | 63,82        | x            | 64,64        | 65,34    |       |
| 4                | Dani Samuelsová            | Austrálie  | 63,57 | x     | 61,21 | 61,95        | 62,87        | 64,90        | 64,90    |       |
| 5                | Su Xinyue                  | Čína       | 63,88 | 61,02 | 64,37 | 62,20        | 63,87        | x            | 64,37    |       |
| 6                | Nadine Müllerová           | Německo    | 63,13 | x     | x     | x            | x            | x            | 63,13    |       |
| 7                | Chen Yang                  | Čína       | 63,11 | x     | 60,47 | 59,19        | x            | x            | 63,11    |       |
| 8                | Feng Bin                   | Čína       | 62,26 | 60,27 | 63,06 | 61,14        | x            | 61,85        | 63,06    |       |
| 9                | Julia Fisherová            | Německo    | 60,69 | x     | 62,67 | nepostoupila | nepostoupila | nepostoupila | 62,67    |       |
| 10               | Zinaida Sendriute          | Litva      | 58,25 | 59,95 | 61,89 | nepostoupila | nepostoupila | nepostoupila | 61,89    | SB    |
| 11               | Shanice Craftová           | Německo    | x     | 58,39 | 59,85 | nepostoupila | nepostoupila | nepostoupila | 59,85    |       |
| 12               | Yaime Pérezová             | Kuba       | x     | x     | x     | nepostoupila | nepostoupila | nepostoupila | NM       |       |